# Rudas Klára
Rudas Klára (Budapest, 1983 –) képzőművész, grafikus, festő.

## Életpályája
Tanulmányait 2004-től a John Cabot Egyetem művészettörténet szakán, Rómában kezdte, majd 2006-2008 között Budapesten, a Nóvusz Művészeti Iskola Grafika szakán, 2008-2014 között pedig a Magyar Képzőművészeti Egyetem festő szakán tanult.

## Válogatott egyéni kiállításai
- Rekonstrukció, Espoo, Museum of Moder Art EMMA, Helsinki (2012)
- Ábra, FKSE Projektszoba, Budapest (2015)
- To Train a Structure, Knoll Galerie Wien, Bécs (2016)
- Ábrák a valóságban, Knoll Galéria Budapest, Budapest (2017)
- Keep in Mind - Barna Orsolyával, Knoll Gallerie Wien, Bécs (2018)
- Herczeg Klára-díj kiállítás - Berhidi Máriával, Labor, Budapest (2019)
- Partial Lightness - Tulisz Hajnalkával, Knoll Galerie Wien, Bécs (2021)
- Tények és csodák - valóságszintek érzékelésen és érzékeltetésen át - El-Hassan Rózával és Kozári Hildával, Knoll Galéria Budapest, Budapest (2024)

## Díjai
- Balkon kortárs művészeti folyóirat Inside Expressz pályázat nyertese (2014)
- Budapest Galéria - Stuttgart Kunststiftung BadenWürttemberg - művészcsere ösztöndíj
- Derkovits Ösztöndíj (2016)
- Dukley Art Center rezidenciaprogram, Kotor (Montenegró, 2017)
- MeetFactory rezidenciaprogram, (Prága, 2018)
- Herczeg Klára-díj, junior fokozat (2019)
- Esterházy Művészeti Díj jelöltje (2021)

## Művei közgyűjteményben
- Kassák Múzeum - Petőfi Irodalmi Múzeum, Budapest

## Válogatott bibliográfia
- Bálint Orsolya: „Ki fogja felszedni a szemetet a forradalom után hétfő reggel?” – Gondoskodás mint munka és művészet, in: Népszava, 2024. 01.08.
- Veress Dani: Kallantyúk, Interjúk Rudas Klára képzőművésszel, in: Apokrif Irodalmi Folyóirat, 2021 tél, XIV. évfolyam 4. szám, 46-54. o.
- Abstract Hungary, Szerk.: Sandro Droschl, Künstlerhaus, Halle für Kunst & Medien, 2019
- Dékei Kriszta: Kiállítana ma Kassák?, in: Magyar Narancs, 2018. szept. 27., 32. o.
- Huth Júliusz: A bécsi Real Hungary botránya elhomályosította némileg a grazi "párdarabot", az Abstract Hungary című kiállítást. Úgyhogy, most irány Graz!,Artportal, 2017. júl. 15.
- Rieder Gábor: Absztrakt Magyarország, Artkartell, 2017. jún. 28.
- Gadó Flóra: Hommage - ideál vagy minta?, in: Balkon 2017/1.
- Rieder Gábor: Okos absztrakció érzékeny formákkal. Rudas Klára bemutatkozik a Knoll Galériában, Artkartell, 2017. febr. 25.